# История провинции Шаньдун
Территория, на которой расположена современная китайская провинция Шаньдун, имеет древнюю и богатую историю.

## Доисторические и раннеисторические времена

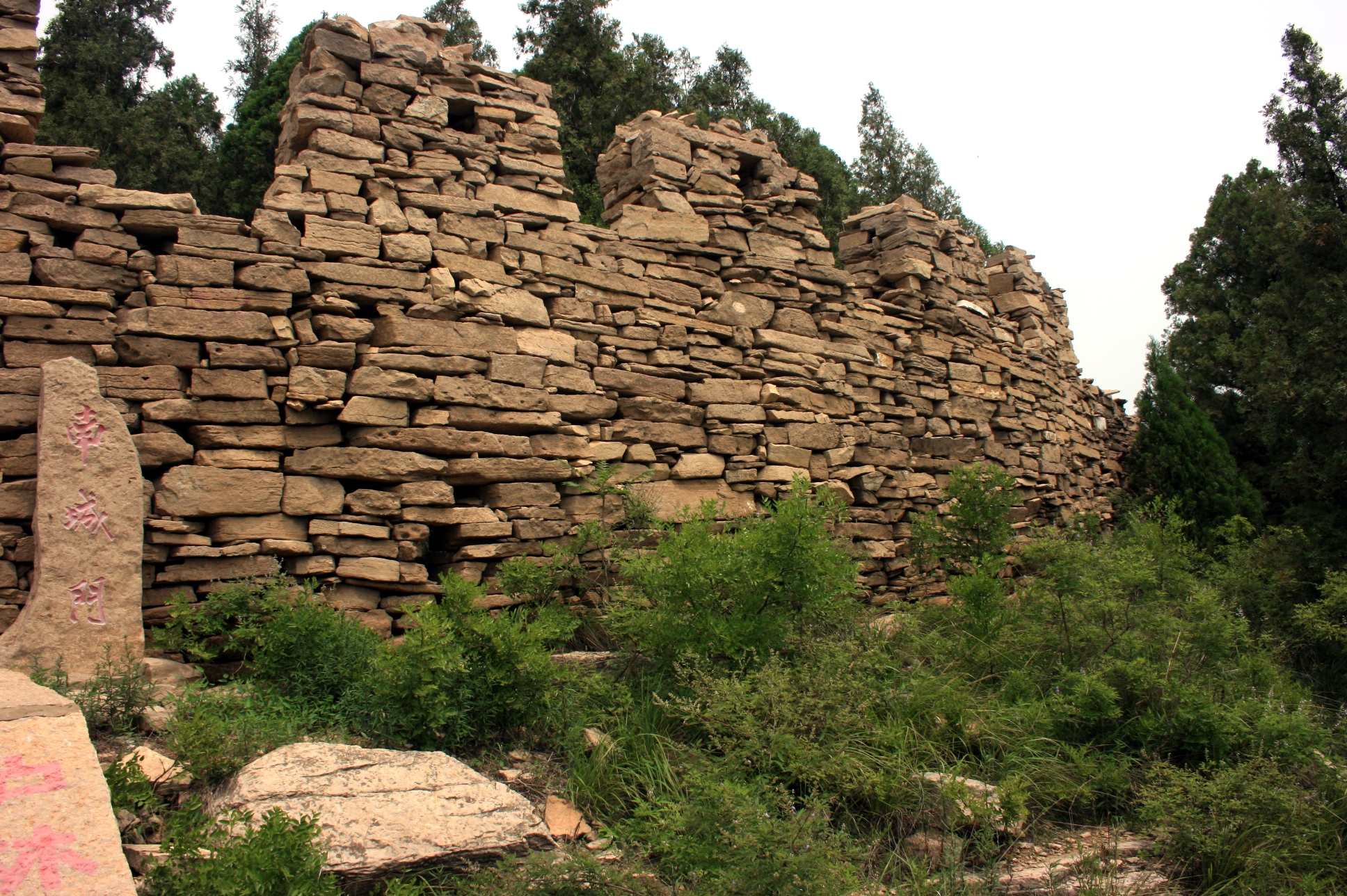
Остатки Циской Великой стены в Чанцине (Цзинань)

Свидетельством того, что на этой земле люди жили ещё в первобытные времена, является сделанная в уезде Июань археологическая находка, известная как «Июаньский человек» (Homo erectus yiyuanensis). Время жизни — средний плейстоцен (около 500—400 тыс. л. н.). В 1965 году в уезде Ииюань были обнаружены человеческие останки, относящиеся к периоду позднего палеолита (20 до 30 тыс. л. н.).
У образцов из Шаньдуна возрастом старше 4600 лет до настоящего времени обнаружены митохондриальные гаплогруппы D4, D5, B4c1 и B5b2, которые наблюдаются в современной Северной Азии и в южной частях Восточной Азии. Для образцов моложе 4600 лет н. э. начинают появляться митохондриальные гаплогруппы C7a1, C7b, M9a1, F1a1, F2a и F4a1, свидетельствующие об изменениях в шаньдунской материнской генетической структуре, начиная с начала периода культуры Луншань. В пределах Шаньдуна генетический обмен возможен между прибрежными и внутренними регионами после 3100 лет до настоящего времени.
На территории провинции Шаньдун имеются археологические находки, относящиеся к неолитическим культурам Бэйсинь и Давэнькоу, энеолитической культуре Луншань и культуре Юэши (1900—1500 лет до н. э.).
Легенды об эпохе трёх властителей и пяти императоров связывают с землями провинции Шаньдун деятельность таких мифических фигур, как Чи Ю, Тайхао и Шаохао
В раннеисторические времена на территории Шаньдунского полуострова проживали племена, которые китайцы называли «восточными и» (东夷). Постепенно здесь образовались царства Жэнь, Су, Сюйцюй, Чжуаньюй и др. В эпожу Чжоу китайцы начали завоёвывать эти места, и здесь образовались царства Ци, Лу, Чэн, Цао, Тэн, Гао, Лай и другие, самыми сильными из которых в итоге стали Ци и Лу. Столицей Ци был Линьцзы, столицей Лу — Цюйфу. Для защиты от экспансии со стороны царства Чу царством Ци было сооружено через основание Шаньдунского полуострова грандиозное фортификационное сооружение, известное как Циская Великая стена, и царство Ци смогло уцелеть до конца эпохи Сражающихся царств, в то время как царство Лу было завоёвано царством Чу.

## Период первых централизованных империй

Шаньдун в эпоху империи Цинь

После того, как царство Цинь завоевало все прочие царства и создало первое в китайской истории единое централизованное государство, страна была разделена на 36 округов-цзюнь, из которых на территории современной провинции Шаньдун оказалось 11. Для усиления контроля над завоёванными территориями Цинь Шихуанди переселил прежнюю аристократию царства Ци в столицу и на западные земли империи, и снёс Цискую Великую стену, а также построил крупную дорогу государственного значения, связавшую Шаньдунский полуостров с центральными областями империи, что дало мощный толчок экономическому развитию региона. За время своего царствования Цинь Шихуанди совершил пять поездок на Шаньдунский полуостров.
После смерти Цинь Шихуана страна вновь распалась на удельные княжества, что привело к кратковременному восстановлению царства Ци, однако после произошедшей междоусобной войны страна объединилась в империю Хань. Основатель империи Лю Бан сделал своего старшего сына Лю Фэя Циским князем, и отдал земли бывшего царства Ци (7 округов, 73 уезда) ему в управление.
В эпоху империи Хань Шаньдунский регион экономически процветал, являясь восточной оконечностью Великого шёлкового пути. Линьцзы, Динтао и Канфу являлись тремя крупнейшими в империи центрами производства текстиля, продукция которых непрерывным потоком шла на запад. Когда в эпоху Западной Хань страна была разделена на 14 областей-чжоу (州), то северная часть Шаньдуна оказалась в составе области Цинчжоу (青州), а южная — Яньчжоу (兖州). Когда в конце существования империи Хань страна начала распадаться, Цинчжоу оказалась под контролем Юань Шао, а Яньчжоу — под контролем Цао Цао.

## Эпоха Троецарствия, империя Цзинь, раннее средневековье
После распада империи Хань на три царства шаньдунские земли оказались в составе царства Вэй. Царству Вэй удалось в итоге завоевать остальные два царства, в результате чего образовалась империя Цзинь. После того, как столица империи пала под натиском варваров, и на юге на трон был возведён представитель побочной ветви императорской семьи, эти земли оказались в составе государства Поздняя Чжао, которое сменила Жань Вэй. Жань Вэй была уничтожена государством Ранняя Янь, Раннюю Янь уничтожила Ранняя Цинь, Раннюю Цинь — Поздняя Янь. Затем эти земли побывали в составе государств Южная Янь, Лю Сун, и в итоге — объединившего северный Китай государства Северная Вэй. После распада Северной Вэй Шаньдунский полуостров оказался в составе государства Восточная Вэй, а после его падения — в составе государства Северная Ци, которое было завоёвано государством Северная Чжоу.

## Суй, Тан, эпоха пяти династий
После объединения всей страны Северная Чжоу была преобразована в империю Суй, которую затем сменила империя Тан. Империя Тан была разделена на регионы-дао, и Шаньдунский полуостров оказался в составе региона Хэнань (河南道). После распада страны эти земли оказались в составе государства Поздняя Лян, затем — Поздняя Тан, Поздняя Цзинь, Поздняя Хань и Поздняя Чжоу.

## Сун, Цзинь, Юань
Объединив страну, Поздняя Чжоу сменила название на Сун. Империя Сун была разделена на 15 провинций-лу, и Шаньдунский полуостров вошёл в состав провинции Цзиндун (京东路). В 1072 году провинция Цзиндун была разделена на Восточную и Западную; основная часть земель современной провинции Шаньдун оказалась в составе Восточной провинции Цзиндун (京东东路). В 1119 году в Ляншани произошло восстание под руководством Сун Цзяна, описанное в классическом китайском романе «Речные заводи».
В XII веке эти земли захватили чжурчжэни, и в 1130 году создали здесь марионеточное государство Ци, столицей которого стал Сюйчэн. В 1137 году государство Ци было упразднено, а его земли были присоединены к империи Цзинь. В составе империи Цзинь они в 1142 году вошли в состав Восточной провинции Шаньдун (山东东路, административный центр — Иду) и Западной провинции Шаньдун (山东西路, административный центр — Дунпин); это — первое появление названия «Шаньдун». Затем империя Цзинь была уничтожена монголами, и эти земли подверглись страшному разорению. Во времена монгольской империи Юань через основание Шаньдунского полуострова был прорыт канал, сделавший более коротким и безопасным путь для барж, снабжающих зерном из южных регионов страны столицу Ханбалык.

## Империи Мин и Цин
После свершения власти монголов и основания в 1368 году империи Мин была образована провинция Шаньдун, в состав которой, помимо собственно Шаньдунского полуострова (представлявшего после монгольского правления «в основном безлюдные земли»), входил ещё и Ляодунский полуостров. Была принята программа по развитию этих территорий, и в 1393 году площадь пахотных земель в Шаньдуне уже в 2,4 раза превысила показатели эпохи Сун, в результате чего по этому параметру Шаньдун занял 3-е место среди провинций страны. После маньчжурского завоевания Китая эти земли оказались в составе империи Цин, и провинция, лишившись Ляодуна, приобрела почти современные границы.
В 1820 году провинция Шаньдун делилась на 10 управ и 2 непосредственно управляемые области, в составе которых было 86 уездов.

Китайский флот в Вэйхайвэе. 1895. фото

После поражения Цинской империи во Второй опиумной войне, в соответствии с Тяньцзиньскими трактатами порт Дэнчжоу стал первым в стране «договорным портом», открытым для торговли с иностранцами, однако его вскоре затмил близлежащий Чифу. В 1895 году во время первой японо-китайской войны японские войска захватили Вэйхайвэй. Воспользовавшись слабостью страны, европейские державы навязали Цинской империи очередные «неравноправные договоры», в результате чего в 1897 году Вэйхай перешёл под контроль Великобритании (создавшей колонию Британский Вэйхай), а в 1898 году Циндао — под контроль Германии (создавшей колонию Цзяо-Чжоу). Вскоре после этого в Шаньдуне началось Ихэтуаньское восстание, распространившееся на значительные территории северного Китая.

## В составе Китайской Республики
В начале Первой мировой войны Циндао был захвачен Японией. По итогам войны на Парижской конференции было решено оставить захваченные территории в провинции Шаньдун Японии и не передавать их Китаю, что вызвало массовые волнения. Шаньдунский вопрос был разрешён лишь в 1922 году, когда Циндао был возвращён китайским властям .
С 1925 года губернатором Шаньдуна стал Чжан Цзунчан, который обрёл славу как один из самых жестоких милитаристов Китая. В 1928 году Шаньдун был занят гоминьдановскими войсками в результате Северного похода, в результате чего в Цзинани произошло вооружённое столкновение между китайскими и японскими войсками. В 1930 году Вэйхай был возвращён под юрисдикцию Китая.
После начала второй японо-китайской войны военный губернатор Шаньдуна генерал Хань Фуцзюй бежал без боя от наступающих японских войск, и Шаньдун перешёл до конца войны под японский контроль. Однако коммунистам удалось организовать прочные партизанские базы в горных районах провинции, и для борьбы с ними японский командующий Ясудзи Окамура стал проводить в провинции политику трёх «всех» (то есть стратегию «выжженной земли»).
Когда после капитуляции Японии в Китае развернулась полномасштабная гражданская война, горные районы Шаньдуна оставались одной из основных баз китайских коммунистов. Полностью гоминьдановские войска были изгнаны из Шаньдуна к июню 1949 года.

## Современная история
Созданный коммунистами во время партизанской борьбы Шаньси-Хэбэй-Шаньдун-Хэнаньский освобождённый район стал основой образованного в августе 1949 года Специального района Ханьдань, и поэтому часть земель, входивших до войны в состав провинции Шаньдун, перешла в состав провинции Хэбэй.
После образования КНР новыми властями в центре страны была создана провинция Пинъюань, однако уже в 1952 году она была расформирована, и её восточные земли были присоединены к провинции Шаньдун.  Тогда же, в 1952 году, была изменена граница между провинциями Шаньдун и Хэбэй, и с той поры провинция приобрела современные очертания. Кроме того после образования КНР в состав провинции Шаньдун были включены Сюйчжоу и Ляньюньган, однако в 1953 году была образована провинция Цзянсу, и эти земли были переданы в её состав.